# Jules Iloki
Jules Iloki (ur. 14 stycznia 1992 w Paryżu) – francuski piłkarz występujący na pozycji napastnika. Od 2021 roku jest zawodnikiem chińskiego klubu Tianjin Jinmen Tiger.

## Życiorys
W 2015 roku odmówił przyjazdu na zgrupowanie reprezentacji Demokratycznej Republiki Konga. Ze względu na pochodzenie swojej matki mógłby również reprezentować Senegal.